# Sulejman Tihić
Sulejman Tihić (ur. 26 listopada 1951 w Bosanskim Šamacu, zm. 25 września 2014) – prawnik, bośniacki polityk, członek kolektywnego Prezydium Bośni i Hercegowiny, reprezentujący Boszniaków (muzułmanów bośniackich). Był członkiem prezydium od października 2002 roku. Od 28 lutego 2004 do 28 października 2004 roku był przewodniczącym Prezydencji Bośni i Hercegowiny.
Urodził się w Bosanskim Šamacu na północy kraju. Ukończył prawo na Uniwersytecie w Sarajewie. W latach 1975–1983 pracował w Bosanskim Šamacu jako sędzia i prokurator, następnie do 1992 jako adwokat.
W 1990 roku był jednym z założycieli Bośniackiej Partii Akcji Demokratycznej (SDA). Na początku wojny w Bośni, od kwietnia do sierpnia 1992 roku, był więźniem serbskich obozów w Bosanskim Šamacu, Brcku, Bijelinie, Batajnicy i Sremskiej Mitrovicy.
Od 1994 do 1999 roku pracował jako dyplomata dla bośniackiego ministerstwa spraw zagranicznych w randze ministra-konsula, między innymi w ambasadzie Bośni i Hercegowiny w Niemczech.
13 października 2001 roku, Tihić został wybrany na miejsce Aliji Izetbegovicia na stanowisku przewodniczącego partii SDA. Na czwartym kongresie partii, 26 maja 2005 roku został ponownie wybrany przewodniczącym SDA na następną kadencję (na lata 2005–2009).
5 października 2002 roku został wybrany do Prezydium Republiki Bośni i Hercegowiny.
Żonaty (żona – Jasmina), ma trójkę dzieci i dwoje wnuków. Mieszkał w Sarajewie.